# Synagoga v Bernarticích
Zaniklá synagoga v Bernarticích byla součástí částečně dochované židovské čtvrti v Bernarticích. Přesná poloha budovy je neznámá. Synagoga byla údajně dřevěná a patrně stála na pozemku parcelního čísla 5/1. Židovskou čtvrtí byla asi část vsi u cesty na Dehetnou, tedy západním směrem z Bernartic, současné době se patrně jedná o pozemky stavebních parcel číslo 3, č. 4. a p. p. č. 5/1.